# Apostólicas del Corazón de Jesús
La Congregación de Apostólicas del Corazón de Jesús, también anteriormente conocida conocida como Damas Apostólicas del Corazón de Jesús, es una congregación religiosa católica de mujeres, de vida apostólica y de derecho pontificio, fundada por la religiosa española Luz Casanova, en Madrid, en 1924. A las religiosas de este instituto se les conoce como apostólicas del Corazón de Jesús o simplemente como apostólicas. Sus miembros posponen a sus nombres las siglas A.C.J.

## Historia
Luz Casanova, luego de perder a sus padres, se dedicó a las obras sociales, fundó el Patronato de Enfermos (1910), estableció una red de escuelas en los barrios marginales de Madrid, la Obra de la Preservación de la Fe y Escuela Popular (1902), para las cuales se sirvió de muchos auxiliares y voluntarios, siendo una de las precursoras del voluntariado social. Para que dichas obras tuvieran una mayor difusión y perseverancia, el 31 de mayo de 1924, dio inicio, oficialmente, a la Congregación de Damas Apostólicas del Corazón de Jesús para que se encargaran de la administración, aconsejada por su director espiritual, José María Rubio, y con la aprobación del cardenal Rafael Merry del Val. El papa Pío XII, mediante decretum laudis, del 29 de mayo de 1943, elevó el instituto a congregación religiosa de derecho pontificio.

## Organización
La Congregación de Apostólicas del Corazón de Jesús es un instituto religioso de derecho pontificio, internacional y centralizado, cuyo gobierno es ejercido por una superiora general. La sede central se encuentra en Madrid (España).
Las apostólicas se dedican a diversas obras sociales en favor de lo marginados, pobres y enfermos. Entre las muchas actividades apostólicas que ejercen en la Iglesia destacan: escuelas, dispensarios, comedores para pobres, casas de acogida para trabajadores, necesitados y madres cabeza de familia. En 2015, el instituto contaba con 138 religiosas y 31 comunidades, presentes en Angola, Bolivia, El Salvador, España, México y Perú.